# Forager
Forager és un videojoc argentí del 2019 desenvolupat i dissenyat per Mariano Cavallero. és un joc d'aventures de món obert desenvolupat per l'estudi argentí HopFrog. i publicat per Humble Bundle. El joc es va llançar oficialment per a Microsoft Windows l'abril de 2019 i més tard va estar disponible per a Nintendo Switch, PlayStation 4, Xbox One, iOS i Linux (18 d'abril de 2019). El 2019 el joc es va anunciar en dispositius mòbils (Android) i el 24 de setembre de 2020 finalment es va produir el llançament.
Forager combina la mecànica que es veu habitualment als jocs inactius amb les d'un joc d'aventura o d'exploració.
El joc és un món obert on tracte de comprar diferents illes on hi han diferents masmorres.També pots construir-té diferents coses per aconseguir diferents varietats d'objectes i equipatge.
L'empresa es diu HopFrog que en realitat qui ho va crear es diu Mariano Cavallero,de nacionalitat argentina va deixar la secundaria per poder desenvolupar el joc.Mariano es dedica a fer jocs d'un jugador per a que altres persones puguin jugar. L'autor del joc es va inspirar en diferents tipus de jocs com Zelda, Terraria i altres jocs(la majoria en 2D).
En el joc es poden fer molta varietat de coses com cuinar,pescar,explorar...A l'hora d'explorar et pots expandir comprant illes que et donen més espai i més recompenses com per exemple armes,armadures...També es poden construir coses amb materials que pots aconseguir matant.Al matar aconsegueixes experiència i puges de nivell i al pujar de nivell com a recompensa et donen a escollir diferents habilitats.